# Dula’er Ewenke Minzu (sockenhuvudort i Kina, Inner Mongolia Autonomous Region, lat 48,85, long 123,80)
Dula'er Ewenke Minzu (kinesiska: 杜拉尔鄂温克民族, 杜拉尔鄂温克民族乡) är en sockenhuvudort i Kina. Den ligger i den autonoma regionen Inre Mongoliet, i den norra delen av landet, omkring 1 300 kilometer nordost om regionhuvudstaden Hohhot. Antalet invånare är 7 478. Befolkningen består av 3 606 kvinnor och 3 872 män. Barn under 15 år utgör 16,0 %, vuxna 15-64 år 78 %, och äldre över 65 år 4,0 %.
Runt Dula'er Ewenke Minzu är det ganska glesbefolkat, med 29 invånare per kvadratkilometer. Det finns inga andra samhällen i närheten. Trakten runt Dula'er Ewenke Minzu består till största delen av jordbruksmark.
Genomsnittlig årsnederbörd är 817 millimeter. Den regnigaste månaden är juli, med i genomsnitt 255 mm nederbörd, och den torraste är januari, med 8 mm nederbörd.